# Édouard Artigas
Édouard Artigas (26 de fevereiro de 1906 – 25 de fevereiro de 2001) foi um francês esgrimista. Ele ganhou uma medalha de ouro na equipe épée evento no jogos Olímpicos de Verão de 1948.